# .dj
.dj és el domini territorial de primer nivell (ccTLD) de Djibouti.
Aquest domini s'ha publicitat pensant en pàgines web relacionades amb la música a causa de l'ús comú del terme "DJ", que significa disc jockey. També s'està duent a terme un projecte per a promocionar-lo com a "Data Journals". Tot i això, aquest TLD no ha demostrat ser massa popular fins al moment. Altres ccTLDs similars són: .fm, .am, .tv, .cd, .mu i .me. L'ús no convencional dels TLDs en noms de dominis es coneixen pel nom de domain hacks.